# Suzy Shortland
Suzy Shortland (Auckland, 23 gennaio 1974) è un'ex rugbista a 15 neozelandese, due volte campionessa del mondo con le Black Ferns.

## Biografia
Cresciuta ad Auckland, fece parte della selezione provinciale fino da metà anni novanta e nel 1997 debuttò nelle Black Ferns in Canada.
Nel 1998 prese parte alla Coppa del Mondo nei Paesi Bassi anche se il suo impiego fu saltuario e caratterizzato da tre lussazioni alla spalla, l'ultima in semifinale contro l'Inghilterra.
Nel 2002 partecipò al suo secondo mondiale, in Spagna, nel corso del quale disputò tutti gli incontri e confermò il titolo vinto quattro anni prima; con tale torneo cessarono i suoi impegni internazionali e l'anno successivo giunse anche il ritiro, dopo il quale si dedicò all'attività bancaria.

## Palmarès
- Coppe del mondo: 2
Nuova Zelanda: 1998, 2002